# Cryptocellus abaporu
Cryptocellus abaporu är en spindeldjursart som beskrevs av Alexandre B. Bonaldo och Pinto-da-Rocha 2003. Cryptocellus abaporu ingår i släktet Cryptocellus och familjen Ricinoididae. Inga underarter finns listade i Catalogue of Life.